# 라이브하우스

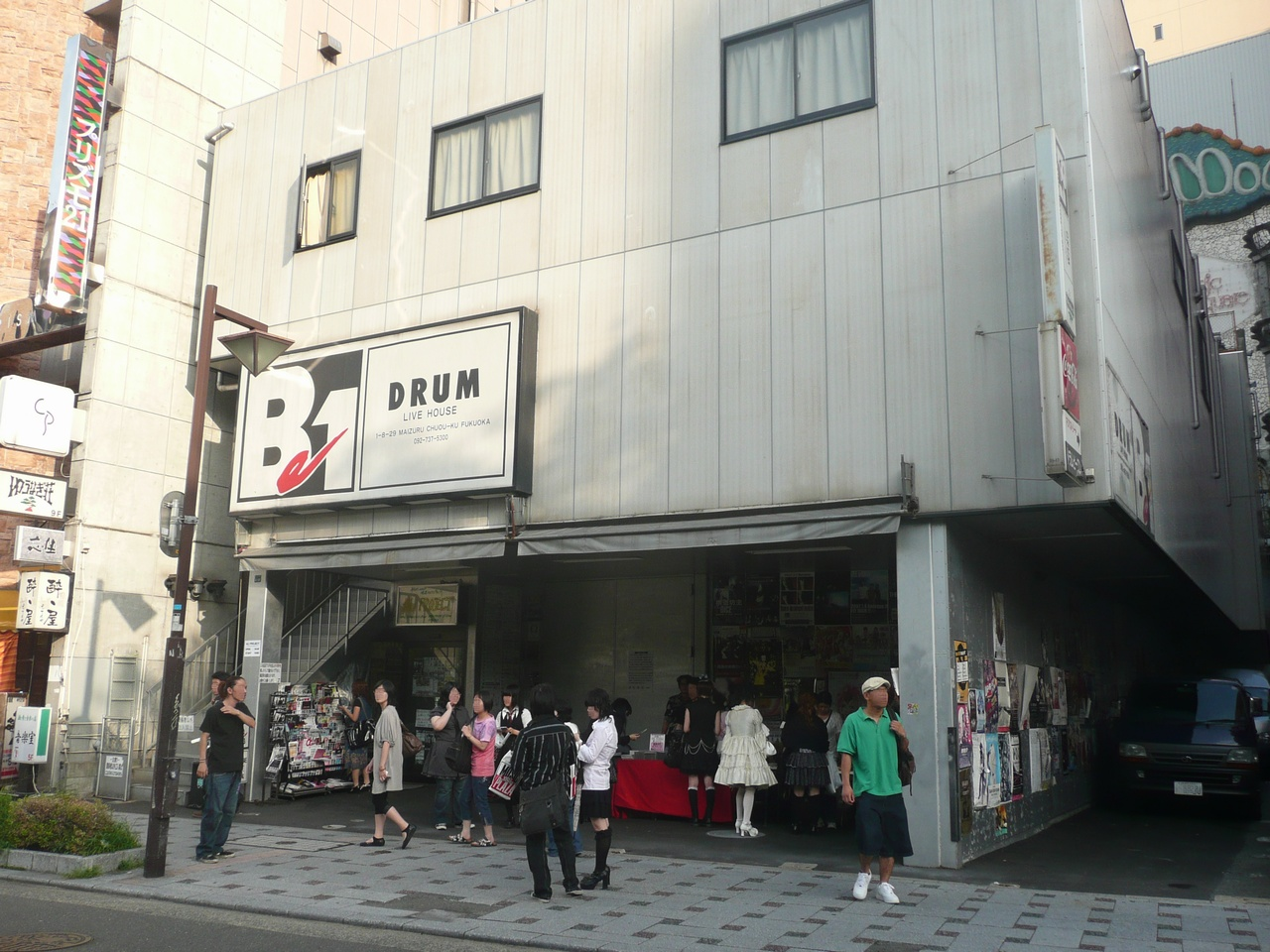
DRUM Be-1 (후쿠오카시)

라이브하우스(일본어: ライブハウス, 영어: live house)는 록이나 재즈 등의 라이브 및 기타 이벤트를 실시하는 관람 중심의 콘서트 홀이다. 간이 테이블 좌석을 두는 음식점을 의미하기도 한다. 대한민국에서는 라이브 클럽이라고도 부른다.